# Haltestelle Wien Hetzendorf

Die Haltestelle Wien Hetzendorf befindet sich in Hetzendorf, einem Teil des 12. Wiener Gemeindebezirks Meidling. Es halten S-Bahn-Züge der Linien S1, S2, S3 und S4 im Verkehrsverbund Ost-Region.

## Lage
Die Haltestelle liegt auf dem Bahndamm der Südbahn an der Eckartsaugasse zwischen der Altmannsdorfer Straße und der Hetzendorfer Straße. Dies ist das nördliche Ende des über 12 m hohen und ungefähr 1,5 km langen Dammes, auf dem die Bahnstrecke zum nächsten Bahnhof (Atzgersdorf) führt. Das Stationsgebäude befindet sich an der Eckartsaugasse, es enthält neben einem Stiegenaufgang auch die früher notwendigen und seit den 1990er-Jahren unbenützten Betriebsräume (Kassensaal, Warteraum etc.). Bis 2012 fuhren vom Bahnsteig beim Aufnahmsgebäude die Züge Richtung Süden ab, seit damals Richtung Norden. Der zweite Bahnsteig ist mit einem Flugdach mit Warteraum versehen.
Organisatorisch betrachtet gehört die Station zum Bahnhof Wien Matzleinsdorf (Betriebsstelle „W.Mat.-Wien Hetzendorf“), ihr Betriebsstellencode ist „Het“.
Die Station war eine von drei Eisenbahnstationen in Hetzendorf. Neben ihr bestanden Ober-Hetzendorf und Unter-Hetzendorf, beide an den Eisenbahnstrecken der Verbindungsbahnen im Südwesten Wiens.
Von den Bahnsteigen führen Fußwege in die angrenzenden Straßen. In der Hetzendorfer Straße befindet sich die Straßenbahn- und Busstation der Linien 62 und 16A. Busstationen befinden sich auch der Eckartsaugasse (64B, 16A) und in der einige Hundert Meter entfernt liegenden Breitenfurter Straße (62A). Im Osten der Station liegt mit dem „Point Altmannsdorf“ ein Wohn- und Geschäftszentrum, im Westen und Süden sind der Bahnhof und die Strecke der Südbahn von Kleingärten begleitet, die sich auf den Grundstücken der Südbahn befinden. Die Bahnstrecke ist in diesem Bereich breiter, als das für einen zweispurigen Bahndamm nötig wäre, weil bereits bei ihrer Anlage an einen weiteren Ausbau auf drei- oder viergleisigen Betrieb gedacht wurde. Eine weitere Verbreiterung am Dammfuß im Süden der Station zeigt den Bereich an, in dem der Dammbau über ein Feuchtgebiet geführt wurde.
Neue Bahnhofszugänge mit Liften am nördlichen Ende der Brücke über die Altmannsdorfer Straße wurden am 14. Februar 2018 eröffnet. Durch sie wird das Wohn- und Betriebsgelände nördlich des Bahnhofes besser erschlossen, es ist nicht mehr notwendig, die stark befahrene Altmannsdorfer Straße zu überqueren. In diesem Zusammenhang wurde auch die Brücke saniert und mit neuen Geländern versehen, um die Fußgänger auch gegen rasch durchfahrende Züge (und deren Luftdruckwellen) besser abzusichern. Die Errichtungskosten von insgesamt 2,3 Mio. Euro wurden von den ÖBB und dem in der Nähe liegenden Unternehmen Boehringer Ingelheim getragen.
Ein Schrottverwertungsunternehmen ist durch ein Anschlussgleis im Norden der Station an die Südbahn angebunden. Dieser Gleisanschluss ist als „Ausweich-Anschlussstelle“ (Awanst) eingerichtet. Im Süden der Station befindet sich eine Überleitstelle.
Im Norden der Station liegen die ersten Weichen der Bahnhofseinfahrt von Wien Meidling. Schnellbahnzüge werden in der Regel kreuzungsfrei durch eine Unterwerfung unter den Gleisen der Südbahn und der Verbindungsbahn in diesen Bahnhof geführt.
Gleispläne des Bahnhofes Hetzendorf aus verschiedenen Zeiten sind im Internet verfügbar, so für 1942–1945, 1969 und 1982 und 1979.

## Geschichte
Am 20. Juni 1841 wurde der Abschnitt Mödling-Wien Gloggnitzer Bahnhof der Wien-Gloggnitzer Eisenbahn, der heutigen Südbahn, eröffnet. Damit wurde auch der Bahnhof Hetzendorf in Betrieb genommen. Die Strecke war von Anfang an zweigleisig. Für den Personenverkehr wurden nur die beiden Hauptgleise genutzt, welche bis heute über Randbahnsteige zu erreichen sind. 1909 bestanden in Hetzendorf zwei Nebengleise, welche an die Hauptgleise angebunden waren. 1913 wurde ein Freiladebereich angelegt, welcher heute von einem Schrotthändler genutzt wird. 1932 wurden einige Weichenverbindungen entfernt und der Bahnhof Hetzendorf zu einer Halte- und Ladestelle. Am 29. September 1956 wurde die Strecke elektrifiziert. Seit 1982 sind die Bahnanlagen in den Stellbereich des Bahnhofs Matzleinsdorf integriert.

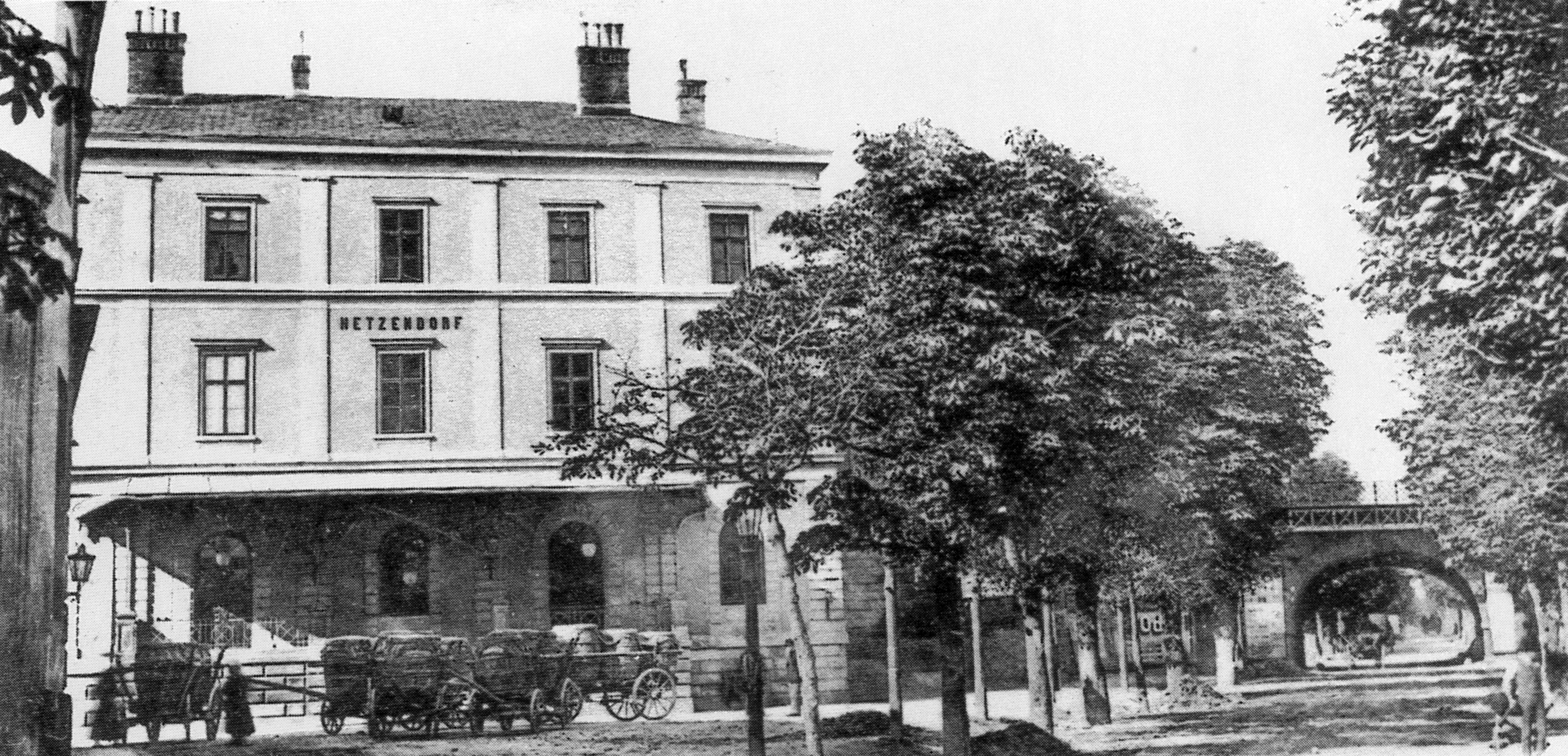
Bahnhof Hetzendorf, Hauptgebäude und Brücke über die Altmannsdorfer Straße 1897

Mit dem Bau des Bahndammes bei Hetzendorf war bereits 1839 begonnen worden. Bei diesen Arbeiten kamen mehrere Arbeiter durch einen Erdrutsch ums Leben. Artesische Quellen im Baugrund des Bahndammes verzögerten den Bahnbau bei der Station. Die Brücke über die Hetzendorfer Straße musste zweimal gebaut werden, nachdem die erste Konstruktion nicht standgehalten hatte, es wurden dabei breite (teilweise trocken gemauerte) Stützmauern (Contra-Escarpen) aufgezogen, die bei der Hetzendorfer Straße noch sichtbar sind. Im Jahr 1885 wurde die Station vergrößert und eine Wartehalle gebaut. Als Fortsetzung der Eckartsaugasse Richtung Süden war parallel zum Bahndamm eine Straße nach Atzgersdorf projektiert, zu diesem Bau kam es nicht.

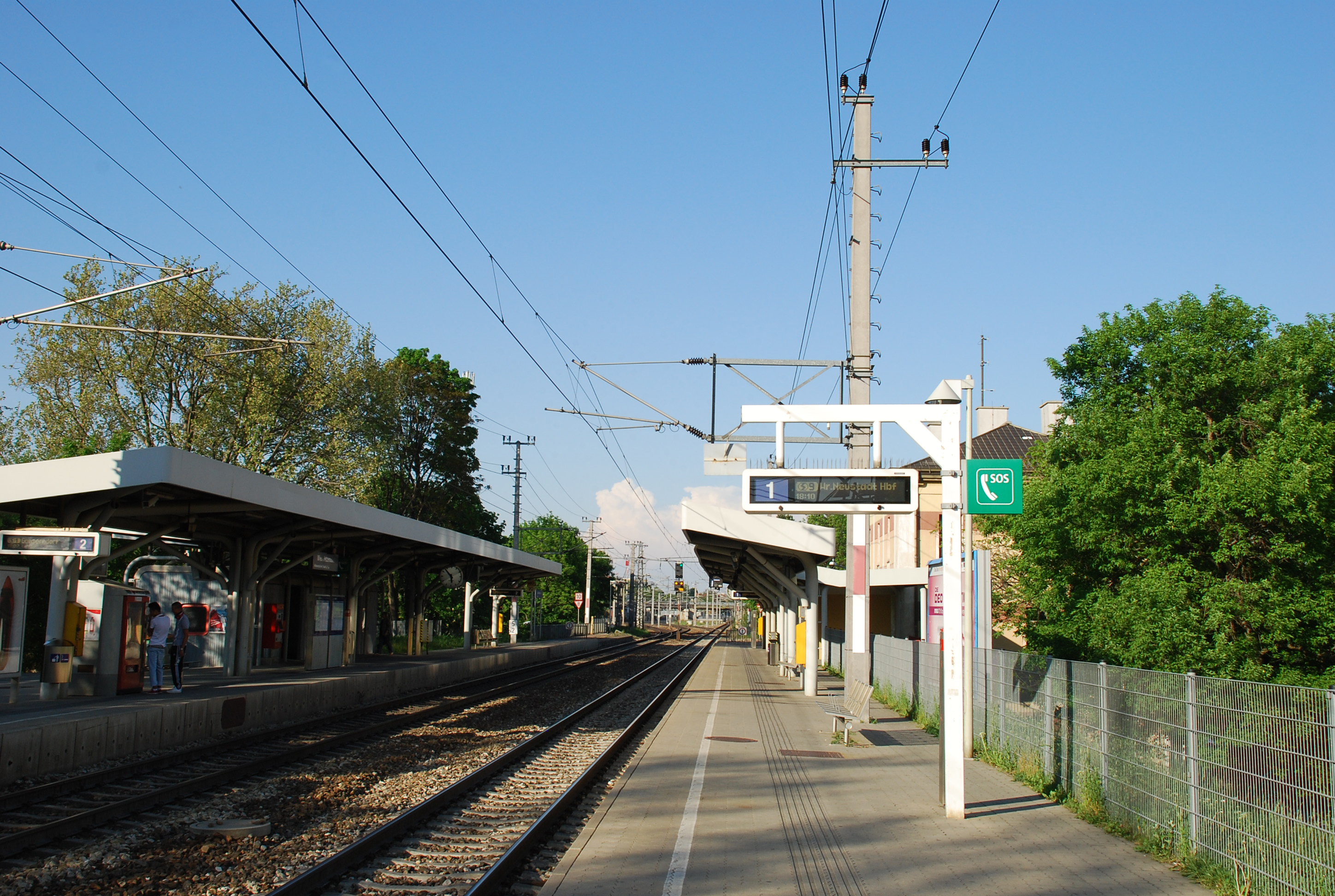
Hetzendorf Bahnhof Richtung Norden
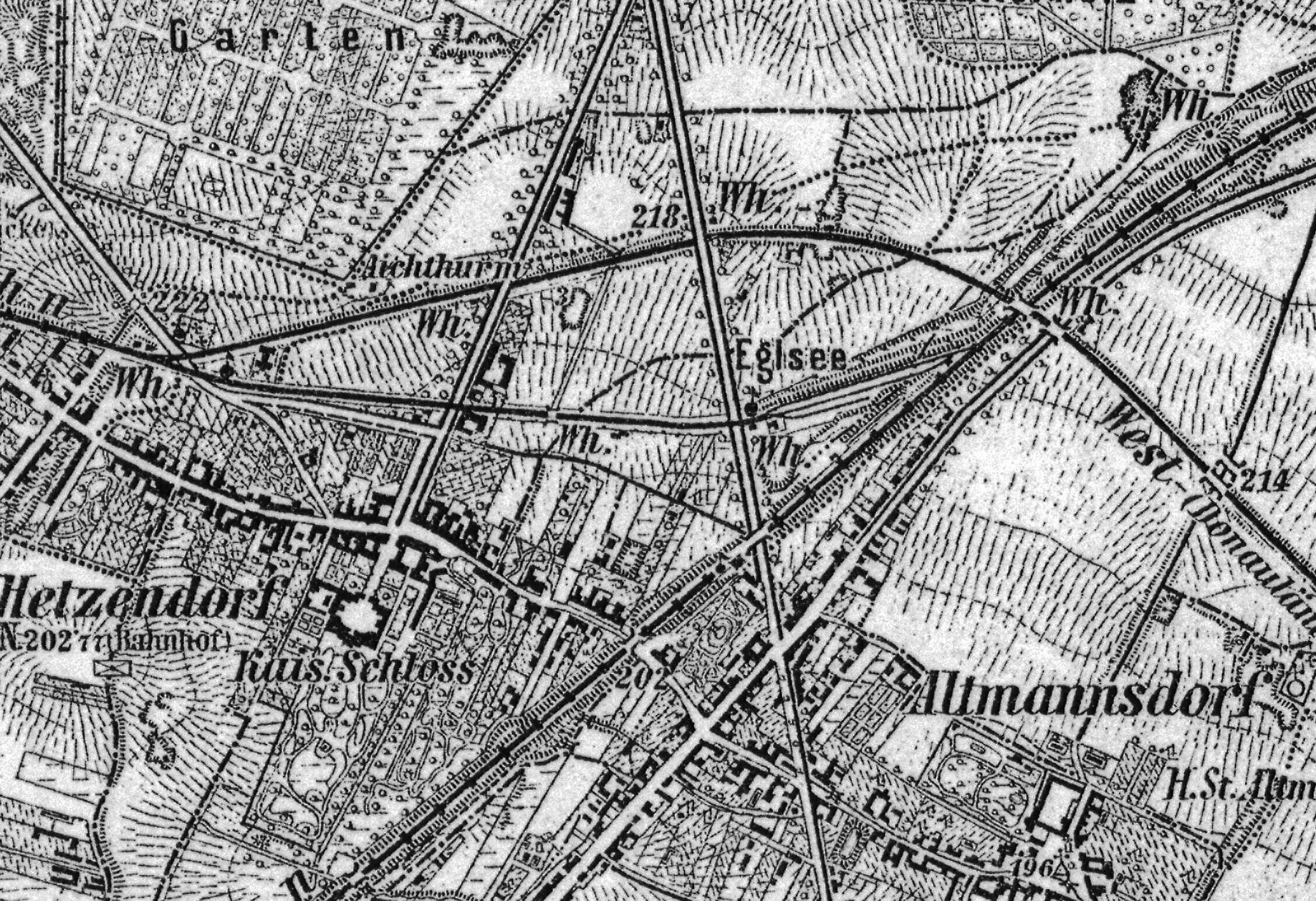
Die drei Bahnhöfe von Hetzendorf um 1900
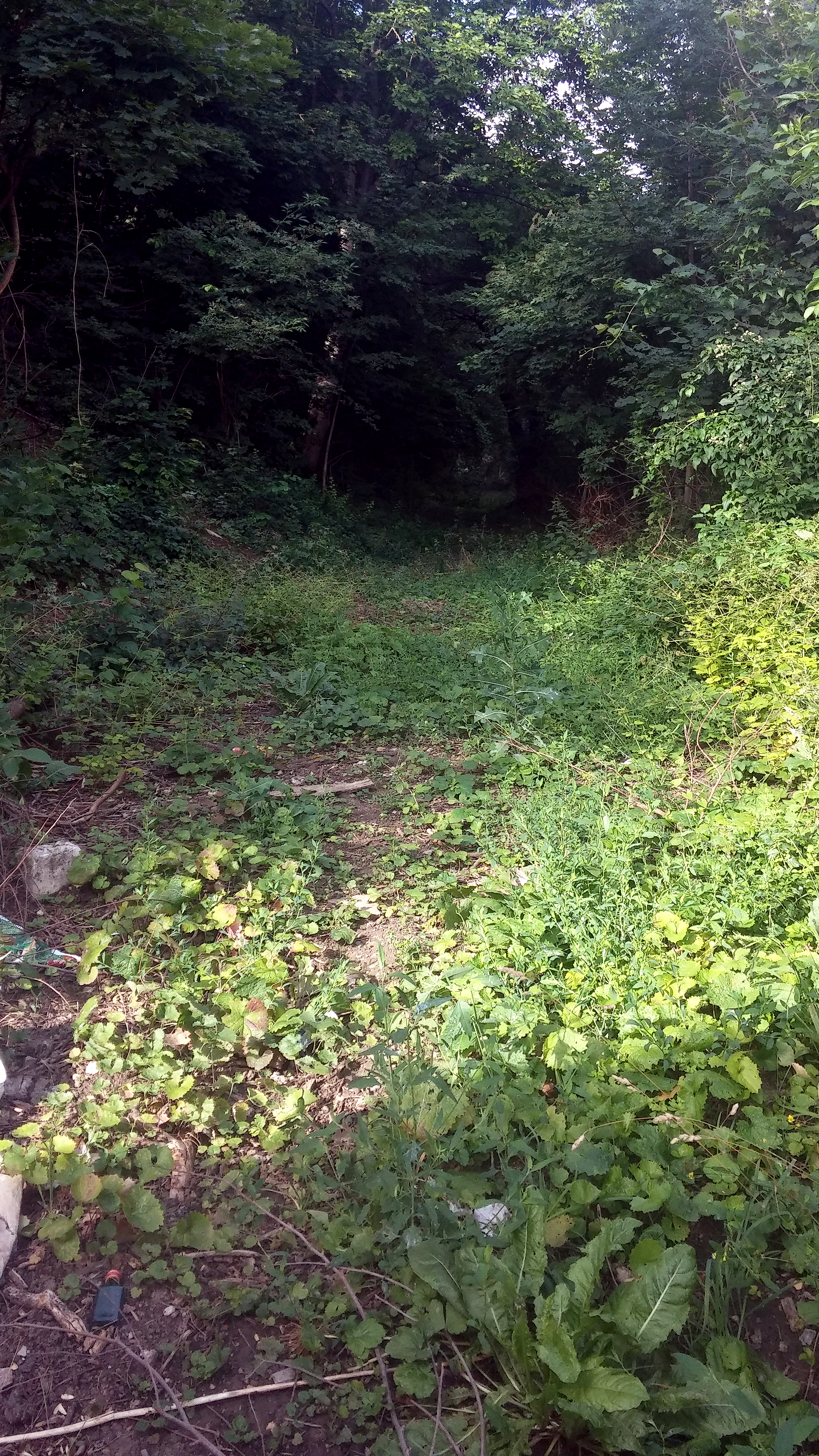
Breiter Dammfuß aus statischen Gründen
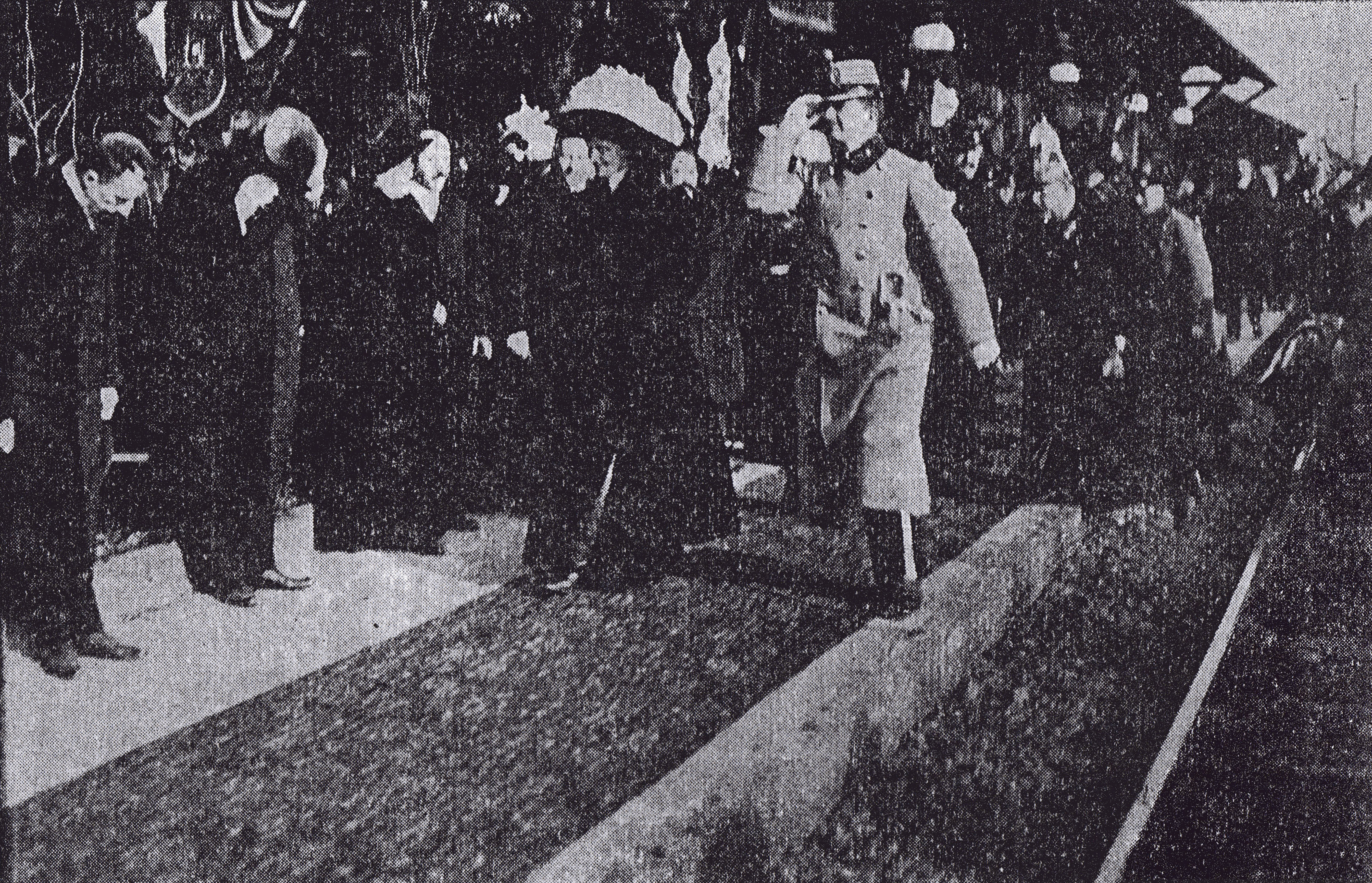
Empfang des Erzherzogpaares 1913
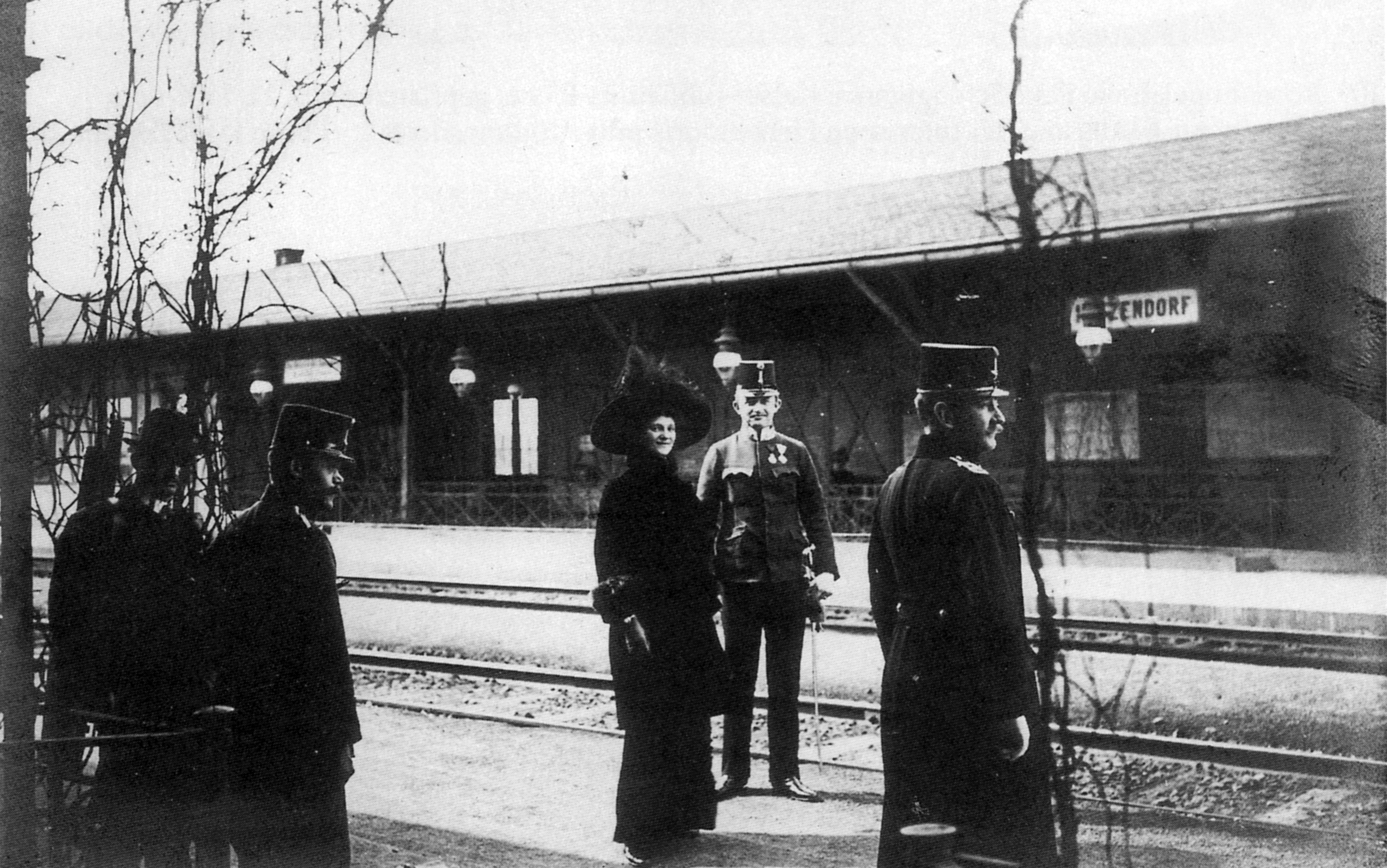
Bahnhof Hetzendorf, Kaiser Karl und Kaiserin Zita, 1916
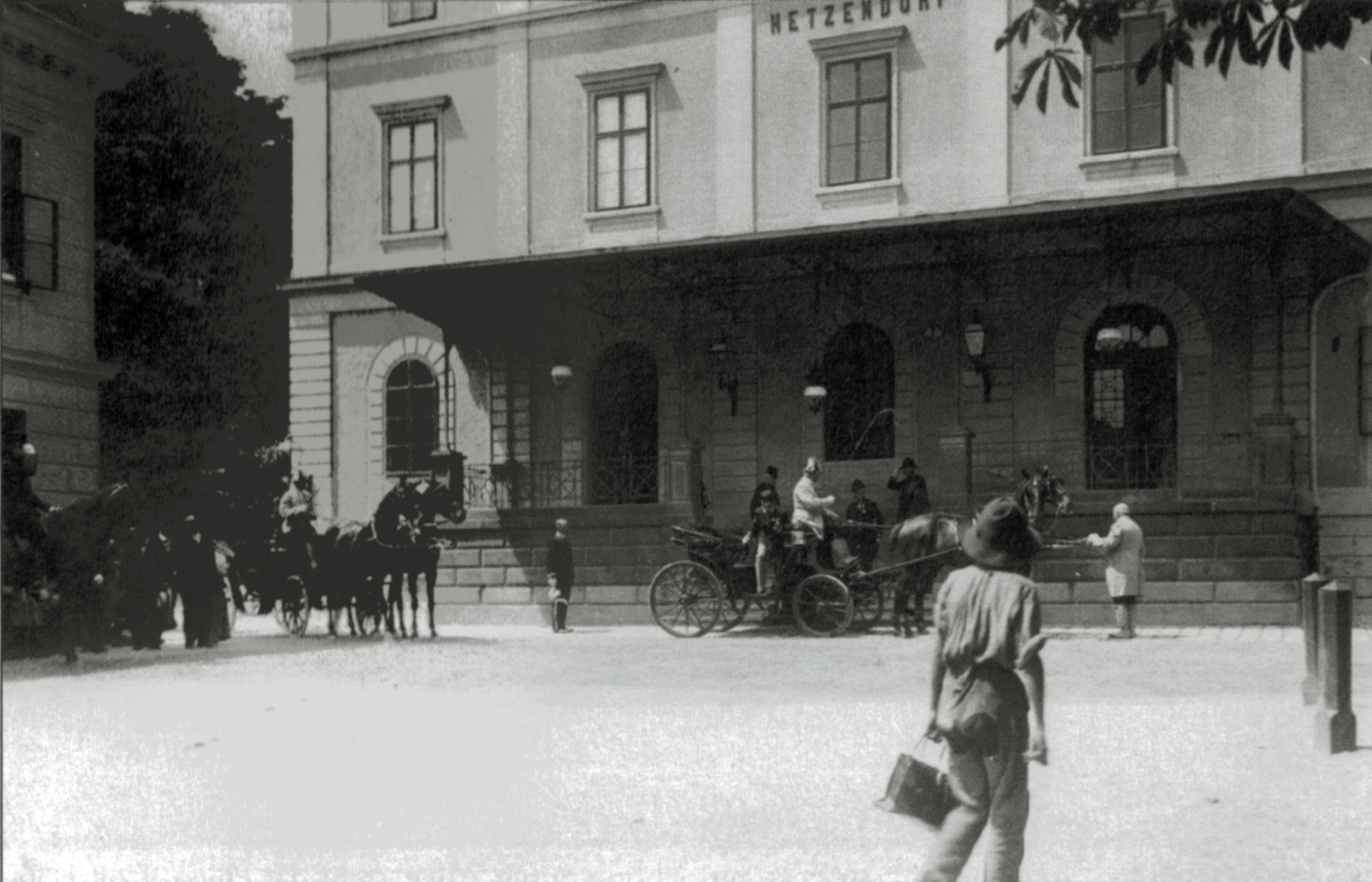
Kaiser Franz Joseph besteigt vor dem Bahnhofsgebäude eine Kutsche, 1912
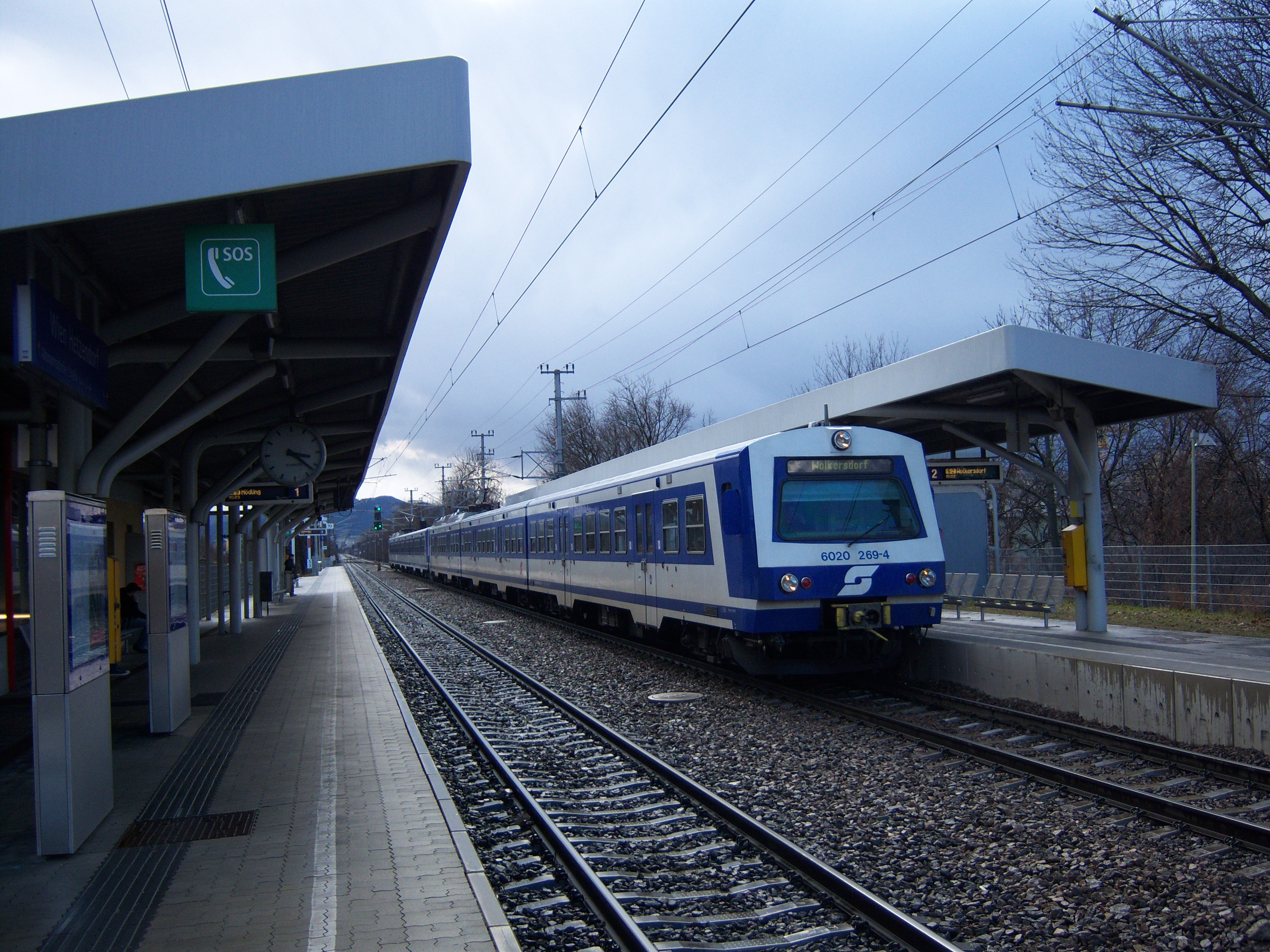
Zug der Wiener Schnellbahn in der Haltestelle Hetzendorf 2009

Bis 1918 wurde der Bahnhof Hetzendorf von Mitgliedern des Herrscherhauses der Habsburger für Bahnreisen privater Natur außerhalb des Protokolls genützt, so beispielsweise von Elisabeth bei einer Rückreise aus Korfu über Venedig und Miramar. Die Station Hetzendorf ist jener Bahnhof der Südbahn, der den kaiserlichen Schlössern Schönbrunn und Hetzendorf am nächsten liegt. An ihm fand am 27. Jänner 1913 der erste feierliche Empfang anlässlich des Einzugs der Familie des Erzherzogs (und späteren Kaisers) Karl im Schloss Hetzendorf statt. Von Hetzendorf konnte über den Bahnhof Payerbach-Reichenau die kaiserliche Villa in Reichenau an der Rax und über den Bahnhof Mürzzuschlag das Jagdschloss in Mürzsteg in direkter gerader Fahrt erreicht werden, ebenso der Hauptkriegshafen der Marine in Pola; ab 1916 auch das Oberkommando der k.u.k. Armee im Ersten Weltkrieg in Baden.

Der Bahndamm südlich von Hetzendorf begrenzte eine Cottage-Anlage

In dieser Zeit war der Bahnhof mit acht Personen besetzt.
Die Lage der Bahn beim Bahnhof Hetzendorf wirkte gestaltend auf die Besiedlung der Umgebung: Auf Basis eines Hofservitutes durften auf Gründen, die westlich der Bahntrasse lagen, keine Industrieanlagen errichtet werden. Dies diente dem Schutz der Ruhelage und Luftqualität des kaiserlichen Schlosses, in dessen Umgebung sich im späten 19. Jahrhundert auf den Gründen des Prónaygartens auch eine Villenanlage (das Valerie-Cottage) entwickelte.
Dass die Eckartsaugasse, in der das Bahnhofsgebäude liegt, den gleichen Namen trägt wie der Ort Eckartsau im Marchfeld, von dessen Schloss aus der letzte österreichische Kaiser Karl I. im November 1918 seine Fahrt ins Exil antrat, ist Zufall. Die Gasse war schon 1909 nach dem Geschlecht der Grafen von Eckartsau benannt worden, die Grundbesitzer (Bergrechtsbesitzer) in Hetzendorf waren. Sie hieß davor Bahnhofstraße.
Die Brücken über die Altmannsdorfer Straße und die Hetzendorfer Straße wurden in den Jahren 1959–1960 verlängert aus Stahlbeton neu errichtet. Bis dahin war die Brücke über die Hetzendorfer Straße ein Bogen aus Ziegelmauerwerk und bot nur einer Fahrbahn Platz. Die zweigleisig geführte Straßenbahnlinie 62 musste auf ein Gleis eingeengt werden.
Das Stationsgebäude wurde 1977 tiefgreifend renoviert, wobei auch seine Fassade im damaligen Stil neu eingefärbt wurde.
Am westlichen Bahnsteig (bis 2012: Fahrtrichtung Meidling) befanden sich bis 2008 vier große Platanen aus der Errichtungszeit der Station, die wegen Alterschäden gefällt werden mussten.

## Linien im Verkehrsverbund Ost-Region
| Linie | Verlauf |
| ----- | --- |
| S1    | (Wiener Neustadt Hbf - Wien Liesing - Wien Hetzendorf -) Wien Meidling - Wien Matzleinsdorfer Platz – Wien Hauptbahnhof 1–2 – Wien Quartier Belvedere – Wien Rennweg – Wien Mitte – Wien Praterstern – Wien Traisengasse – Wien Handelskai – Wien Floridsdorf - Gänserndorf - Marchegg                               |
| S2    | Mödling – Wien Hetzendorf – Wien Meidling – Wien Matzleinsdorfer Platz – Wien Hauptbahnhof 1–2 – Wien Quartier Belvedere – Wien Rennweg – Wien Mitte – Wien Praterstern – Wien Traisengasse – Wien Handelskai – Wien Floridsdorf – Wolkersdorf – Mistelbach (– Laa an der Thaya)                                     |
| S3    | Wiener Neustadt Hbf – Baden – Wien Hetzendorf – Wien Meidling – Wien Matzleinsdorfer Platz – Wien Hauptbahnhof 1–2 – Wien Quartier Belvedere – Wien Rennweg – Wien Mitte – Wien Praterstern – Wien Traisengasse – Wien Handelskai – Wien Floridsdorf – Korneuburg - Stockerau – Hollabrunn                           |
| S4    | Wiener Neustadt Hbf – Baden – Wien Hetzendorf – Wien Meidling – Wien Matzleinsdorfer Platz – Wien Hauptbahnhof 1–2 – Wien Quartier Belvedere – Wien Rennweg – Wien Mitte – Wien Praterstern – Wien Traisengasse – Wien Handelskai – Wien Floridsdorf – Stockerau – Absdorf-Hippersdorf (– Tulln Stadt – Tullnerfeld) |
| 62    | Lainz, Wolkersbergenstraße – Hetzendorf – Bahnhof Meidling – Matzleinsdorfer Platz – Karlsplatz – Kärntner Ring, Oper |
| 16A   | Marschallplatz – Hetzendorf – Am Schöpfwerk – Gutheil-Schoder-Gasse – Inzersdorf, Friedhof – Blumental – Alaudagasse |
| 64B   | Hetzendorf – Alterlaa |